# Heraclia nugatrix
Heraclia nugatrix là một loài bướm đêm trong họ Noctuidae.